# Pisgah National Forest

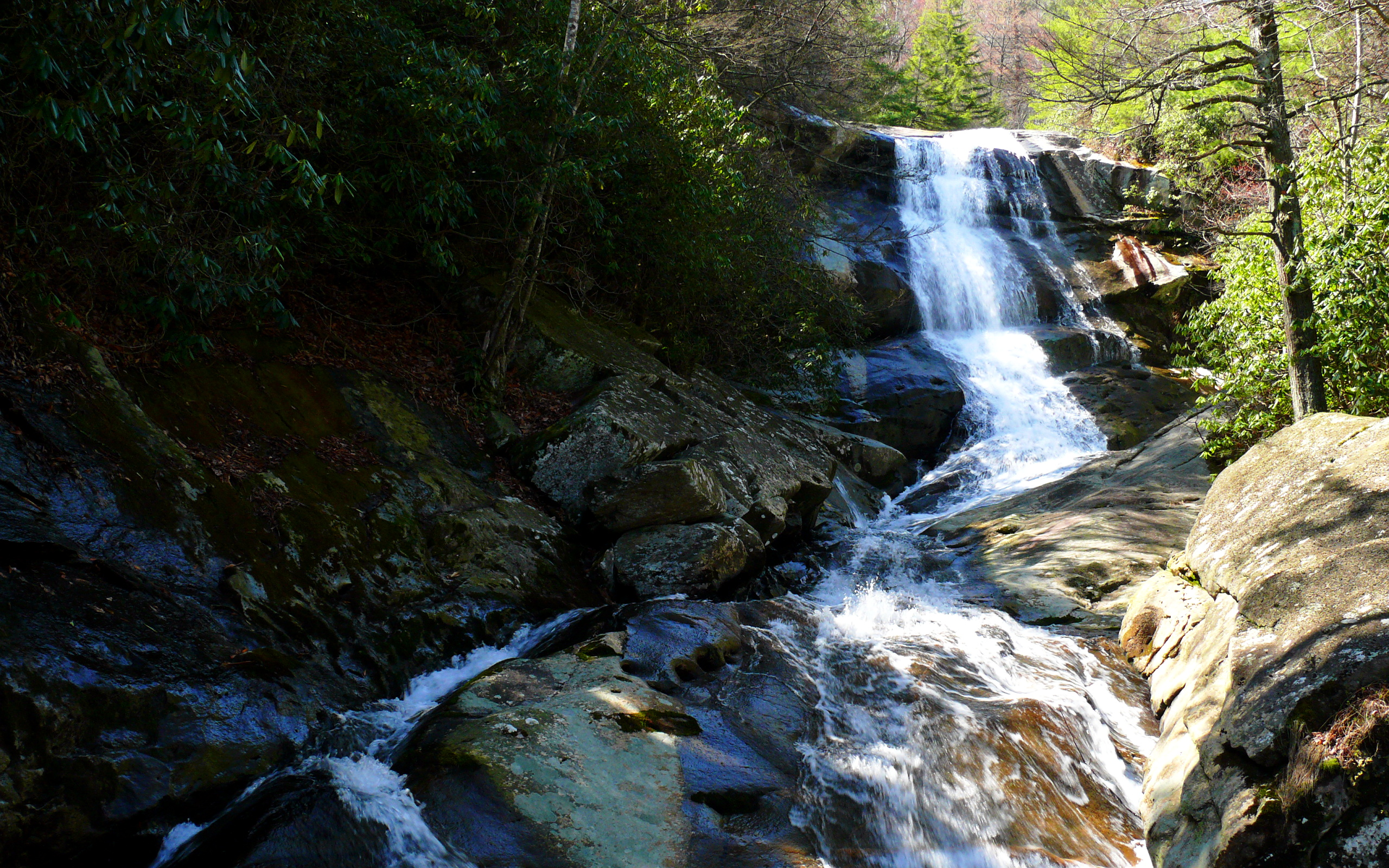
Upper Creek Falls in der Nähe der Ortschaft Linville im Pisgah National Forest.

Der Pisgah National Forest ist ein National Forest (Nationalforst) in den Appalachen im Bundesstaat North Carolina im Südosten der Vereinigten Staaten. Der Forst wird durch den United States Forest Service, der dem Landwirtschaftsministerium unterstellt ist, verwaltet. Die Verwaltung des Pisgah National Forest wird gemeinsam mit den anderen drei Nationalforsten in North Carolina, dem Croatan, dem Nantahala und dem Uwharrie National Forest von Asheville aus verwaltet. Lokale Ranger (Schutzgebietsbetreuer) sind in Pisgah Forest, Burnsville und Nebo stationiert.

## Geographie
Der Pisgah National Forest bedeckt ein Gebiet von 2064 Quadratkilometern und liegt vollständig innerhalb der Grenzen North Carolinas. Das Gelände liegt in den südlichen Appalachen, teilweise in den Blue Ridge Mountains und den Great Balsam Mountains und erreicht Höhen von bis zu 1829 Metern über dem Meeresspiegel. Der höchste Berg östlich des Mississippi River, der Mount Mitchell liegt im benachbarten Mount Mitchell State Park, knapp außerhalb des Nationalforstes. Der Forst umfasst auch Gebiete rund um die Stadt Asheville, sowie die Gemeinde Brevard und Teile des French Broad River Tals. Der Pisgah National Forest liegt auf dem Gebiet der Countys Transylvania, McDowell, Haywood, Madison, Caldwell, Burke, Yancey, Buncombe, Avery, Mitchell, Henderson und Watauga.
Zu den angebotenen Freizeit- und Erholungsmöglichkeiten gehört unter anderem Wandern, Trekking und Mountainbiken, außerdem wird das Gebiet auch für die Jagd, Holzabbau und als Arboretum North Carolinas genutzt.

## Primärwald
Etwa 190 Quadratkilometer des Waldgebietes besteht aus Primärwald, davon liegen etwa 40 Quadratkilometer im Linville Gorge.

## Verwaltung
Der Pisgah National Forest ist in vier Rangerbezirke aufgeteilt: Grandfather, Toecane, French Broad und Pisgah. Die Bezirke Grandfather und Toecane liegen in den nördlichen Bergregionen des Staates, zu denen auch Linville Gorge Wilderness, Wilson Creek, die Wasserscheiden der Flüsse Toe und Cane,  Roan Mountain, Mount Mitchell, Craggy Gardens und das Big Ivy/Coleman Boundary Gebiet gehören. Der Bezirk French Broad erstreckt sich vom Great-Smoky-Mountains-Nationalpark in nördlicher Richtung entlang der Grenze zum benachbarten Bundesstaat Tennessee bis nach Hot Springs. Durch diesen Teil des Nationalforstes verläuft auch der Appalachian Trail, einer der längsten Fernwanderwege der Welt.
Drei große Zuflüsse des French Broad River, der Bent Creek, Mills River und Davidson River liegen im Pisgah Ranger Bezirk, der auf der gegenüberliegenden Seite des Blue Ridge Parkways entlang des Pisgah Ridge und der Balsam Mountains südlich von Asheville. Drei Fernwanderwege verlaufen durch diesen Abschnitt des Forstes: Der Mountains-to-Sea Trail, der Shut-In Trail und der Art Loeb Trail. Ebenfalls in diesem Bezirk liegen die Schutzgebiete der Shining Rock und Middle Prong Wildernesses, zwei Wilderness Areas, die strengste Klasse von Naturschutzgebieten in den USA.

## Geschichte

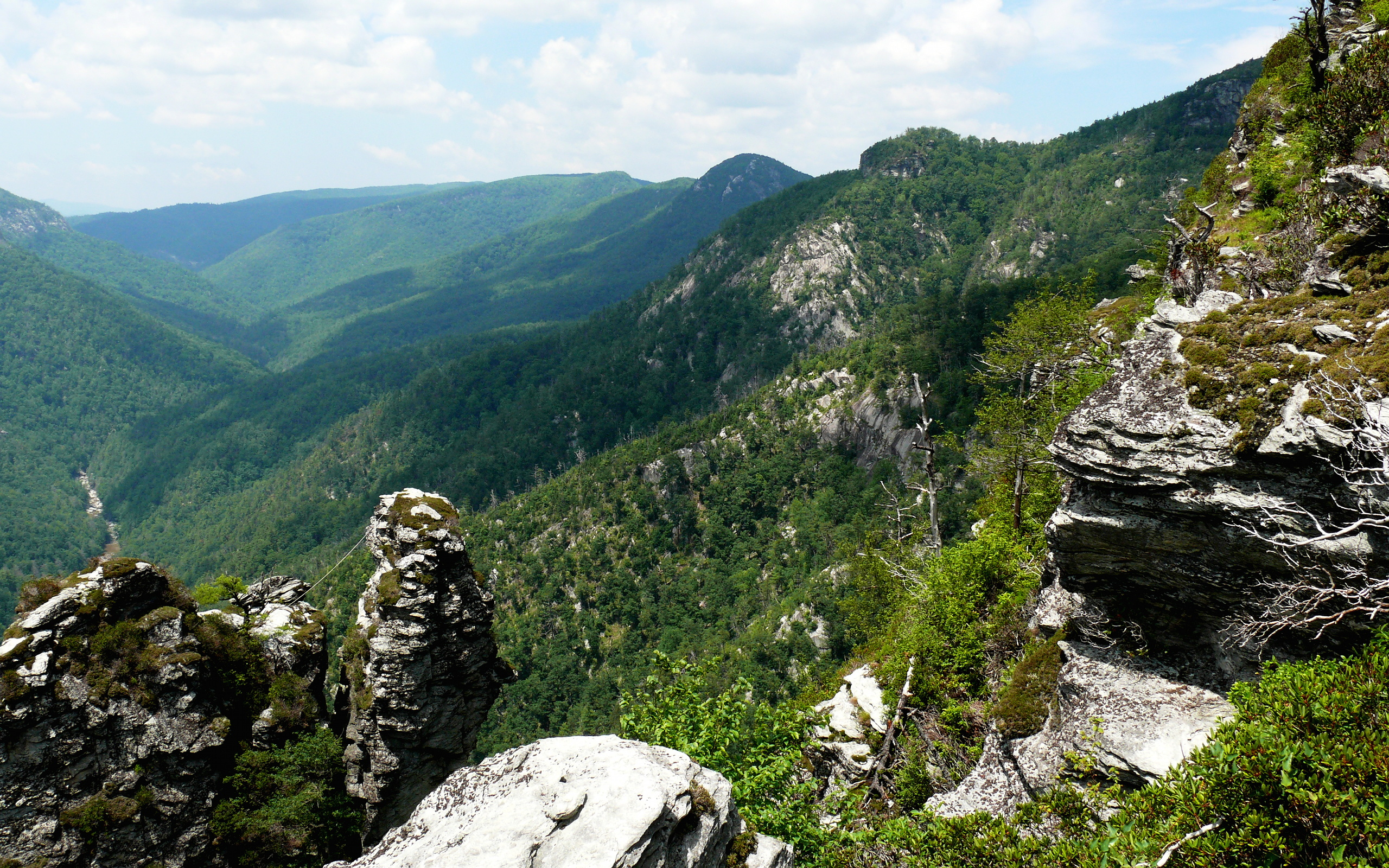
Linville Gorge Wilderness in the Pisgah National Forest.

Der Pisgah National Forest wurde im Jahre 1916 als einer der ersten Nationalforste im Osten der Vereinigten Staaten eingerichtet. Einige der ersten Landkäufe durch den National Forest Service wurden unter dem Weeks Act von 1911 erworben, ein Gesetz, das die Einrichtung von Nationalforsten, die im Westen bereits existierten, auch für den Osten des Landes forderte. Obwohl die erworbenen Gebiete die ersten unter dem Weeks Act gekauften Länderei darstellten, erhielt ein anderer Forst in Georgia, der auf dem Gennett Purchase basierte, zuerst die offizielle Anerkennung. Im März 1921 wurde der Boone National Forest dem Pisgah National Forest zugeordnet, am 10. Juli 1936 folgte der größte Teil des Unaka National Forest. 1954 wurde die Verwaltung  des Pisgah, Croatan und Nantahala National Forest zusammengelegt, die häufig auch als die National Forests of North Carolina bezeichnet werden.
Die Wurzeln der amerikanischen Forstwirtschaft liegen teilweise im Pisgah National Forest. Die erste Schule für Forstwirtschaft in den Vereinigten Staaten, die Biltmore Forest School liegt im südlichen Teil des Nationalforstes. Sie war ab dem späten 19. Jahrhundert bis ins frühe 20. Jahrhundert in Betrieb. Sie wurde von George Washington Vanderbilt II, dem Erbauer des Biltmore Estate in Asheville, eröffnet und geleitet. Die Schule und das Biltmore Estate, die heute auf dem Gelände des Pisgah National Forest liegen, spielten in der Entstehung des U.S. Forest Service eine wesentliche Rolle.